# Raión de Slutsk
Slutsk (en bielorruso: Слуцкі раён) es un raión o distrito de Bielorrusia, en la provincia (óblast) de Minsk. 
Comprende una superficie de 1 821 km².
El centro administrativo es la ciudad de Slutsk.

## Demografía
Según estimación 2010 contaba con una población total de 95 106 habitantes.

## Subdivisiones
Comprende la ciudad subdistrital de Slutsk y 14 consejos rurales:
- Bélichy
- Bókshytsy (con capital en Zapole)
- Viaseya
- Hatsuk
- Hresk
- Znamia
- Íserna
- Kazlóvichy
- Kírava
- Pershamái (con capital en Hóĺchychy)
- Pókrashava
- Nóvyya Ráchkavichy
- Sórahi
- Siarahi